# Gaius Valerius Glitianus
Gaius Valerius Glitianus war ein im 2. Jahrhundert n. Chr. lebender Angehöriger des römischen Ritterstandes (Eques).
Durch ein Militärdiplom, das auf den 12. Oktober 135 datiert ist, ist belegt, dass Glitianus 135 Kommandeur der Ala Gallorum Flaviana war, die zu diesem Zeitpunkt in der Provinz Moesia superior stationiert war. Er stammte aus Vercellae.